# Malyn
Město Malyn (ukrajinsky Малин) leží v Žytomyrské oblasti na střední Ukrajině; přibližně 26 tisíc obyvatel současného města tvoří zejména Ukrajinci, dále Bělorusové, Poláci, Rusové, Židé a další menšiny obyvatel.

## Dějiny a kultura
Podle písemných pramenů z 9. až 11. století je název města odvozen od knížete Mala, který zde patrně působil.
V centru města se nachází jedinečná socha vědce a dobrodruha Nikolaje Nikolajeviče Miklucho-Maklaje (1846—1888), který město často navštěvoval. Na zdejším hřbitově je pohřbena jeho matka a jeho bratr. Rodina Mikluchových měla v Malyně rodový majetek, který však byl během druhé světové války zcela zničen. Za války zde rovněž působila tajná komsomolská organizace vedená Pavlem Taraskynym. Po jeho násilné smrti se vedení organizace ujala Nina Ivanivna Sosnina. Oběma byl za statečný boj s fašisty in memoriam udělen titul Hrdina Sovětského svazu. Škola, ve které se N. I. Sosnina učila, nese dodnes její jméno a je zde také muzeum týkající se tehdejší komsomolské organizace.

## Hospodářství a doprava
Město leží na hlavní železniční trati Kyjev–Korosteň–Kovel a má dobré spojení s Kyjevem a západní Ukrajinou. Malyn je na Ukrajině znám především továrnou na výrobu ukrajinských peněz (Ukrajinská hřivna) a výrobou papíru. Dále se ve městě nachází firma „Klen“ vyrábějící nábytek, velká továrna „Prožektor“, která se dnes specializuje na výrobu zařízení pro telekomunikační služby. Zajímavostí je, že tato továrna byla v době „železné opony“ obehnána ostnatým drátem a veřejnosti nebylo vlastně známo, co se tam vyrábí. Jedinou dostupnou informací o výrobě z té doby bylo, že se tam vyráběla Rubikova kostka a jiné hlavolamy. V sousedství této továrny je „Malynské lesní hospodářství“, kde se zpracovává surové vytěžené dřevo z nedalekých lesů. Významným provozem jsou rovněž Malynské experimentální slévárny mechanických zařízení „MDEZ“, které se více než 40 let specializují na mimostandardní a speciální technologická zařízení a náhradní součástky z ocele či litiny, mimo jiné pro dopravníková zařízení. Za Malynem v katastru obce Horodyště, která je dnes už čtvrtí města, jsou lomy „Malynskij kamenodrobilnij zavód“, kde se těží kámen. Město má dvě polikliniky, nemocnici a stanici rychlé záchranné pomoci.